# Признавам се за виновна
„Признавам се за виновна“ (на испански: Me declaro culpable) е мексиканска теленовела, режисирана от Серхио Катаньо, Клаудио Рейес Рубио и Луис Едуардо Рейес, и продуцирана от Анджели Несма Медина за Телевиса през 2017-2018 г. Версията, написана от Хуан Карлос Алкала, е базирана на сценария на аржентинската теленовела Por amarte así от Клаудио Ласели и Каролина Соледад Пармо, създадена по оригиналната история от Мартин Квелер и Габриел Корадо, в която се засягат темите за евтаназията, шизофренията, биполярното разстройство и хомосексуалността.
В главните роли са Майрин Вилянуева, Хуан Солер, Ирина Баева и Хуан Диего Коварубиас, а в отрицателните роли са Даниела Кастро, Педро Морено, Сабине Мусиер, Рамиро Фумасони и Алехандра Гарсия. Специално участие вземат Алехандро Авила, Лисет и първият актьор Енрике Роча.

## Сюжет
Франко Урсуа е престижен адвокат, чиято кариера се основава на етиката и моралните ценности, посветен в защитата на най-нуждаещите се. Той е женен за Роберта, жена, която застрашава семейното им щастие заради биполярното разстройство, което има. Роберта и Франко имат дъщеря – Наталия, разглезено, но добро момиче.
Животът на Франко се променя, когато се сблъсква със случая на Алба, която е задържана заради извършена евтаназия на съпруга ѝ. Франко е развълнуван от историята на Алба и решава да поеме случая, за да я освободи. Целта на Алба е да си върне попечителството на сина си, който е под грижите на шизофреничката Ингрид, снахата на Алба, която я мрази. На фона на толкова проблеми, Франко и Алба се влюбват.
Наталия също преминава през труден период от живота си. След като е дрогирана от приятеля си, Хулиан, тя блъска с автомобила си талантливия футболист Паоло, който остава парализиран и изоставен от приятелката си, Катя, която вижда, че кариерата на Паоло е разрушена. Това, което никой от тях не си представя, е, че след разочарованието на Паоло и вината на Наталия, ще се роди любов между тях.
| „    | Имах семейство, обичан син, примерен съпруг и дом, изпълнен с любов. Имах всичко, но убих съпруга си и ако ме нарекат „убийца“ - признавам се за виновна. | “ |
| Алба | |   |

| „       | Той е различен от всички, чудесен човек е. Изслушва ме, кара ме да се смея. Това, което не разбирам, е защо трябваше да бъда тази, която унищожи живота му. | “ |
| Наталия | |   |

| „      | Винаги съм бил праведен човек, който вярва в семейството, който знае какво е редно и какво - не, но аз съм напът да наруша собствените си закони. И, ако се влюбя в друга жена, признавам се за виновен. | “ |
| Франко | |   |

## Актьори
- Майрин Вилянуева – Алба Кастийо Перес вдовица де Дуеняс
- Хуан Солер – Франко Урсуа Лара
- Даниела Кастро – Роберта Монрой де Урсуа
- Хуан Диего Коварубиас – Паоло Лейва Руис
- Ирина Баева – Наталия Урсуа Монрой
- Педро Морено – Хулиан Соберон
- Сабине Мусиер – Ингрид Дуеняс
- Енрике Роча – Мауро Монрой
- Алехандро Авила – Гаел Аумада
- Лисет – Бианка Олмедо
- Рамиро Фумасони – Тисиано Кастоло
- Алехандра Гарсия – Катя Ромо
- Маргарита Маганя – Хулиета
- Амайрани – Лусиана
- Арлет Пачеко – Вилма
- Алехандро Арагон – Раул
- Рикардо Вера – Д-р Мендисабъл
- Мариано Паласиос – Данте
- Рамсес Алеман – Емануел
- Беблот Мануср – Селия
- Аманда Либертад – Олга
- Микел Матеос – Габриел Дуеняс Кастийо
- Кристиан Вега – Педро Рувалкаба
- Марко Мендес – Хавиер Дуеняс
- Мишел Ороско – Валентина
- Мигел Ерера – Себе си
- Алваро де Силва – Томас
- Фернанда Висует – Лорена
- Рут Росас – Отшелница
- Марсела Морет – Надзирателка
- Ана Паула Мартинес – Роберта Монрой (дете)
- Хорхе де Марин

## Премиера
Премиерата на Признавам се за виновна е на 6 ноември 2017 г. по Las Estrellas. Последният 61. епизод е излъчен на 28 януари 2018 г.
| Година    | Излъчване              | Брой епизоди | Премиера       | Премиера | Финал          | Финал   |
| Година    | Излъчване              | Брой епизоди | Дата           | Рейтинг  | Дата           | Рейтинг |
| --------- | ---------------------- | ------------ | -------------- | -------- | -------------- | ------- |
| 2017-2018 | понеделник-петък 19:30 | 61           | 6 ноември 2017 | 20.51    | 28 януари 2018 | 18.84   |

## Екип
- Оригинална история – Мартин Квелер, Клаудио Ласели, Габриел Корадо, Каролина Соледад Пармо
- Версия и либрето – Хуан Карлос Алкала
- Ко-адаптация – Роса Саласар Аренас, Фермин Сунига, Грасиела Искиердо
- Литературна редакция – Росана Руис
- Сценография – Ернесто Естева, Хосе Антонио Хуарес
- Декор – Клаудия Рамос
- Дизайн на костюми – Жанет Виягомес, Марта Бетанкур
- Музикална тема – Me declaro culpable
- Изпълнители – Мануел Михарес и Мария Хосе
- Автори – Хайме Флорес, Луис Карлос Монрой
- Музикален координатор – Октавио Кастаниеда
- Музикално оформление – Силвана Медрано
- Редактори – Даниел Рентерия Кармона, Октавио Лопес Рейес, Роберто Торес Бусио
- Мениджъри продукция – Едуардо Рикало, Майра Анхерс, Хуан Мануел Асбел
- Директор продукция – Нанси Ломан
- Координатори продукция – Роса Мария Мая, Ерик Рамос
- Арт режисьор – Рохелио Крода
- Режисьори на диалози – Мару Диеняс, Елисабет Авила, Жанет Бернардо Гарсия
- Продуцент – Х. Игнасио Аларкон
- Оператори – Алехандро Фрутос, Хорхе Амая
- Режисьори – Серхио Катаньо, Клаудио Рейес Рубио, Луис Едуардо Рейес
- Изпълнителен продуцент – Анджели Несма

## Продукция
Теленовелата е обявена на 14 август 2017 г., а снимките започват на 24 август 2017 г. и приключват на 24 януари 2018 г. През януари 2018 г. е обявено, че макар и да има висок рейтинг, теленовелата ще бъде съкратена с 30 епизода. Причината за това решение е възникнал спор между продуцентката Анджели Несма и ръководителката на този тип продукции на компания Телевиса, Роси Окампо.

### Кастинг
Първоначално Анжелик Бойер трябваше да е част от актьорския състав на теленовелата, но по-късно е обявено, че компания Телевиса прекратява ексклузивния договор, който има с актрисата, затова Бойер отхвърля теленовелата. След като Бойер напуска проекта, е потвърдено, че Ирина Баева и Хуан Диего Коварубиас ще изпълнят ролите на младите протагонисти в историята. На 15 август 2017 г. списание „People en Español“ съобщава, че Майрин Вилянуева ще бъде част от актьорския състав на теленовелата. На 29 август 2017 г. е потвърдено, че Даниела Кастро и Хуан Солер ще изпълнят главните роли в теленовелата. За първи път от 1996 г., когато изпълняват главните роли в теленовелата Плантация на страсти, двамата актьори участват в общ проект, изпълнявайки отново главните роли.

## Саундтрак
Списък с песните към теленовелата:
| Nº | Заглавие              | Изпълнител                                               | Композитори                                     | Продължителност |
| -- | --------------------- | -------------------------------------------------------- | ----------------------------------------------- | --------------- |
| 1  | „Me declaro culpable“ | Мария Хосе и Мануел Михарес                              | Луис Карлос Монрой Диас Хайме Флорес Монтерубио | 3:48            |
| 2  | „Somos cómplices“     | Ернесто Д'Алесио                                         | Алекс Сирвент Химена Ерера                      | 3:38            |
| 3  | „Te quiero“           | Хуан Диего Коварубиас Ирина Баева                        | Алекс Сирвент                                   | 2:05            |
| 4  | „Es por ti“           | Мариано Паласиос, Даниел Рон, Диего Медел и Антонио Леон | Алекс Сирвент Хуан Мануел Агилар                | -               |
| 5  | „Pura electricidad“   | Мариано Паласиос, Даниел Рон, Диего Медел и Антонио Леон | Алекс Сирвент Хуан Мануел Агилар                | -               |
| 6  | „Quema“               | Мариано Паласиос, Даниел Рон, Диего Медел и Антонио Леон | Алекс Сирвент                                   | 3:24            |
| 7  | „No me juzgues“       | Лисет                                                    | Алекс Сирвент                                   | 4:06            |

Бележка: Алекс Сирвент също така сътрудничи за всички музикални теми към теленовелата.

## Награди и номинации
Награди TVyNovelas 2018
| Категория                            | Номинация                                            | Резултат   |
| ------------------------------------ | ---------------------------------------------------- | ---------- |
| Най-добра теленовела                 | Анджели Несма Медина                                 | Номинирана |
| Най-добра актриса в отрицателна роля | Даниела Кастро                                       | Печели     |
| Най-добър актьор в отрицателна роля  | Педро Морено                                         | Номиниран  |
| Най-добър пръв актьор                | Енрике Роча                                          | Номиниран  |
| Най-добър млад актьор                | Хуан Диего Коварубиас                                | Номиниран  |
| Най-добър сценарий или адаптация     | Хуан Карлос Алкала, Роса Саласар и Фермин Сунига     | Номинирани |
| Най-добър оператор                   | Алехандро Фрутос                                     | Номиниран  |
| Най-добър режисьор                   | Серхио Катаньо, Клаудио Рейес Рубио                  | Номинирани |
| Най-добра музикална тема             | Me declaro culpable (от Мария Хосе и Мануел Михарес) | Номинирани |
| Най-добър екип                       | Анджели Несма Медина                                 | Номинирана |

## Версии
- Por amarte así (2016) (оригинална история) аржентинска теленовела, продуцирана от Azteka Films, CTV Contenidos и Endemol, с участието на Габриел Корадо и Айлин Пранди.